# Вальдепрадо-дель-Ріо
Вальдепрадо-дель-Ріо (ісп. Valdeprado del Río) — муніципалітет в Іспанії, у складі автономної спільноти Кантабрія. Населення — 310 осіб (2009).
Муніципалітет розташований на відстані близько 280 км на північ від Мадрида, 65 км на південь від Сантандера.
На території муніципалітету розташовані такі населені пункти: Альдеа-де-Ебро, Арсера, Аррояль (адміністративний центр), Барруело, Бустідоньйо, Канденоса, Ормігера, Лагільйос, Малатаха, Медіадоро, Реосін-де-лос-Молінос, Сан-Андрес, Сан-Віторес, Сотільйо, Вальдепрадо-дель-Ріо.

## Демографія
Динаміка населення (INE ):

## Галерея зображень

Розташування муніципалітету